# 有馬真喜子
有馬 真喜子（ありま まきこ、1933年11月12日 - ）は、女性問題の評論家、ジャーナリスト。
国民生活センター会長、財団法人横浜市女性協会顧問、特定非営利活動法人ユニフェム日本国内委員会理事長。所属団体は日本記者クラブ、日本エッセイストクラブ、京都大学人類学研究会。
本名は酒井 真喜子 (さかい まきこ）。夫は元朝日新聞編集委員・元東洋大学教授の酒井寛。元夫は明電舎元社員・日本共産党元常任幹部会委員の有馬治雄。
父は陸上自衛隊武器学校初代校長や東急車輛製造取締役を歴任した海軍軍人・実業家の谷本政一。

## 経歴
広島県呉市出身。1957年、津田塾大学学芸学部英文学科を卒業し、朝日新聞社に入社。朝日新聞社初の女性記者となった。記者として、横浜支局、本社学芸部などに勤務。
1968年にフジテレビと専属契約を結び、1985年12月までキャスターを務めた。
1986年から国連婦人の地位委員会日本代表に就き、同職を11年勤め、雇用審議会の委員も務めた。1987年に婦人問題企画推進有職者会議の委員を務め「西暦2000年に向けた婦人施策推進について」の意見書をまとめた。1988年、横浜市女性協会常務理事、横浜市女性フォーラム館長に就任。1991年に同協会理事長に就任。
1993年に世界人権会議日本政府代表となり、ランドマークタワー内にフォーラムよこはまを開設した。1995年に第4回国連世界女性会議日本政府代表顧問。1998年に国民生活センター会長に就任。2001年に国連子ども特別総会総理大臣個人代表、2002年に顧問に退き、2004年に特定非営利活動法人ユニフェム日本国内委員会理事長に就任。
上記以外にも中央社会福祉審議会、男女共同参画審議会委員、農山漁村女性生活活動支援協会会長、アジア女性基金副理事長等などを歴任した。

## 出演番組
- 1965年5月 - 1968年3月 - 『朝日新聞テレビ夕刊』：キャスター
- 1968年4月 - 1982年3月 - 『FNN奥さまニュース』：キャスター
- 『FNNニュースレポート5:30』

## 著書
- 『女がひらく仕事の世界』
- 『朝日新聞記者の証言』
- 有馬真喜子、菊地好司、赤松良子「高橋展子氏を偲ぶ--婦人の地位向上の歩みを振り返りながら」『婦人と年少者』第250号、婦人少年協会、1991年9月、3-9頁、ISSN 0911-4882、NAID 40003332464。

## 受賞歴
- 1993年 - 横浜文化賞[6]